# The Last Rose of Summer

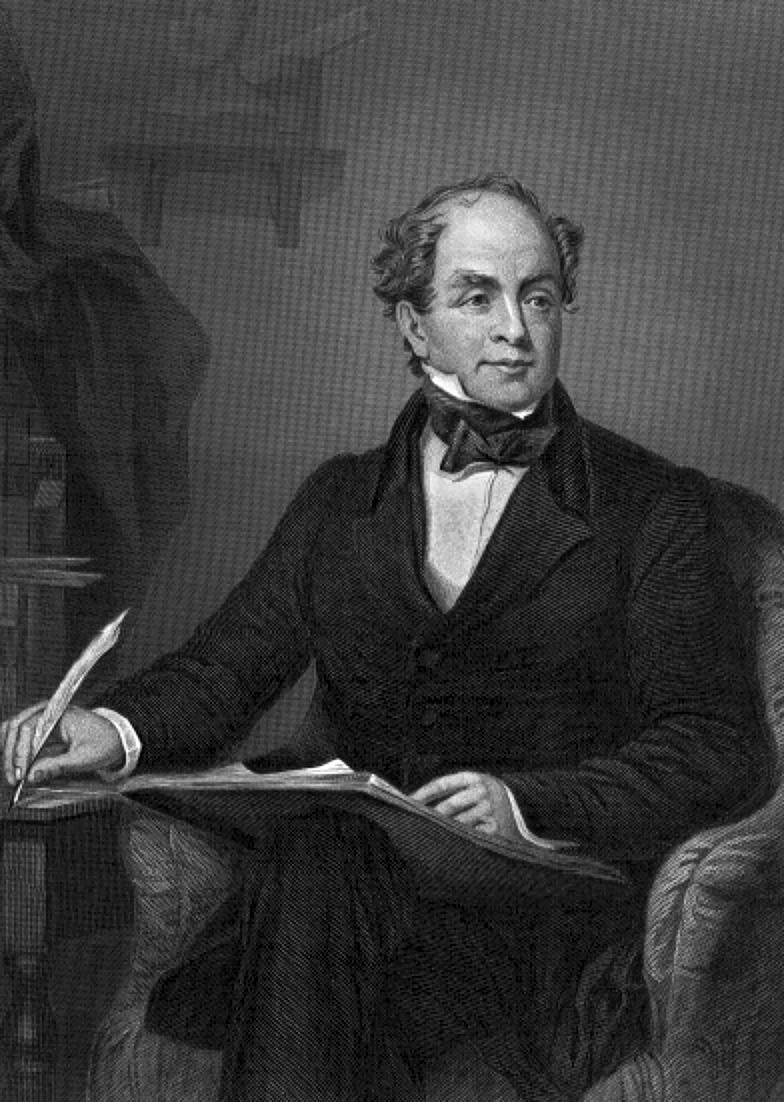
Thomas Moore

The Last Rose of Summer é um poema do escritor, cantor e compositor irlandês Thomas Moore (1779—1852), considerado o poeta nacional da Irlanda e amigo de Lord Byron e Percy Bysshe Shelley.
O poema foi escrito em 1805, publicada na obra coletiva de Moore Irish Melodies (1807-34) e recebeu a melodia pelo compositor irlandês John Stevenson (1761—1833). A canção foi usada pelo compositor alemão Friedrich von Flotow na sua ópera Martha que estreou em 1847 em Viena.
A canção tornou-se muito popular na Irlanda. A canção é mentionada pelo escritor irlandês James Joyce na sua obra Ulisses e foi adaptada por diversos músicos, entre outros pela banda irlandesa Clannad (álbum Crann Úll), pela cantora clássica inglesa Sarah Brightman (álbum The Trees They Grow So High), pela cantora irlandesa Chloë Agnew (álbum Chloë Agnew) e pelo grupo irlandês  Celtic Woman (álbuns Celtic Woman e Celtic Woman: A New Journey).

## Poema
| “ | 'Tis the last rose of summer Left blooming alone; All her lovely companions Are faded and gone; No flower of her kindred, No rosebud is nigh, To reflect back her blushes, To give sigh for sigh. I'll not leave thee, thou lone one! To pine on the stem; Since the lovely are sleeping, Go, sleep thou with them. Thus kindly I scatter, Thy leaves o'er the bed, Where thy mates of the garden Lie scentless and dead. So soon may I follow, When friendships decay, From Love's shining circle The gems drop away. When true hearts lie withered And fond ones are flown, Oh! who would inhabit, This bleak world alone? | ” |